# 357P/Hill
357P/Hill è una cometa periodica appartenente alla famiglia delle comete gioviane; la cometa è stata scoperta il 28 settembre 2008, la sua riscoperta il 25 luglio 2017 ha permesso di numerarla.